# Reactivo de Olah
El Reactivo de Olah es un agente de fluoración que se compone de una mezcla de fluoruro de hidrógeno al 70% y de piridina al 30% y sobre todo se utiliza para convertir alcoholes en fluoruros de alquilo:
Actúa como una forma menos volátil del fluoruro de hidrógeno. Se utiliza en la fluoración de esteroides y en la desprotección de péptidos. [1] [2] [3] En vez de fluoruro de hidrógeno pueden ser utilizados varios agentes flourantes, como el trifluoruro de dietilaminoazufre (DAST).